# Super Video CD
Super Video CD (SVCD) är ett format som används för att lagra film på en vanlig CD-skiva, en utveckling av Video CD-formatet. Upplösningen är två tredjedelar av den hos DVD-skivor men mer än dubbelt så hög som VGS eller lika bra som Laserdisc [källa behövs]. SVCD har ofta bättre bildkvalitet än en VHS och de flesta normalanvändare ser ingen skillnad jämfört med en DVD.
På en SVCD lagras filmen i formatet MPEG-2 med en bildupplösning på 480 × 576 pixlar (för PAL) eller 480 × 480 pixlar (för NTSC). Det finns ingen standardupplösning för SECAM.
En SVCD kan spelas i flera vanliga DVD-spelare eller på en dator med en CD-läsare och rätt programvara. Oftast kan användaren spela upp både PAL- och NTSC-filmer oavsett vilket slags TV som används.
En SVCD kan innehålla runt 35–60 minuter film på en standard CD-skiva. En vanlig spelfilm på SVCD kräver därför oftast flera CD-skivor.
Den 15 juli 2000 satte IEC en internationell standard, ”IEC 62107”.